# 僚機

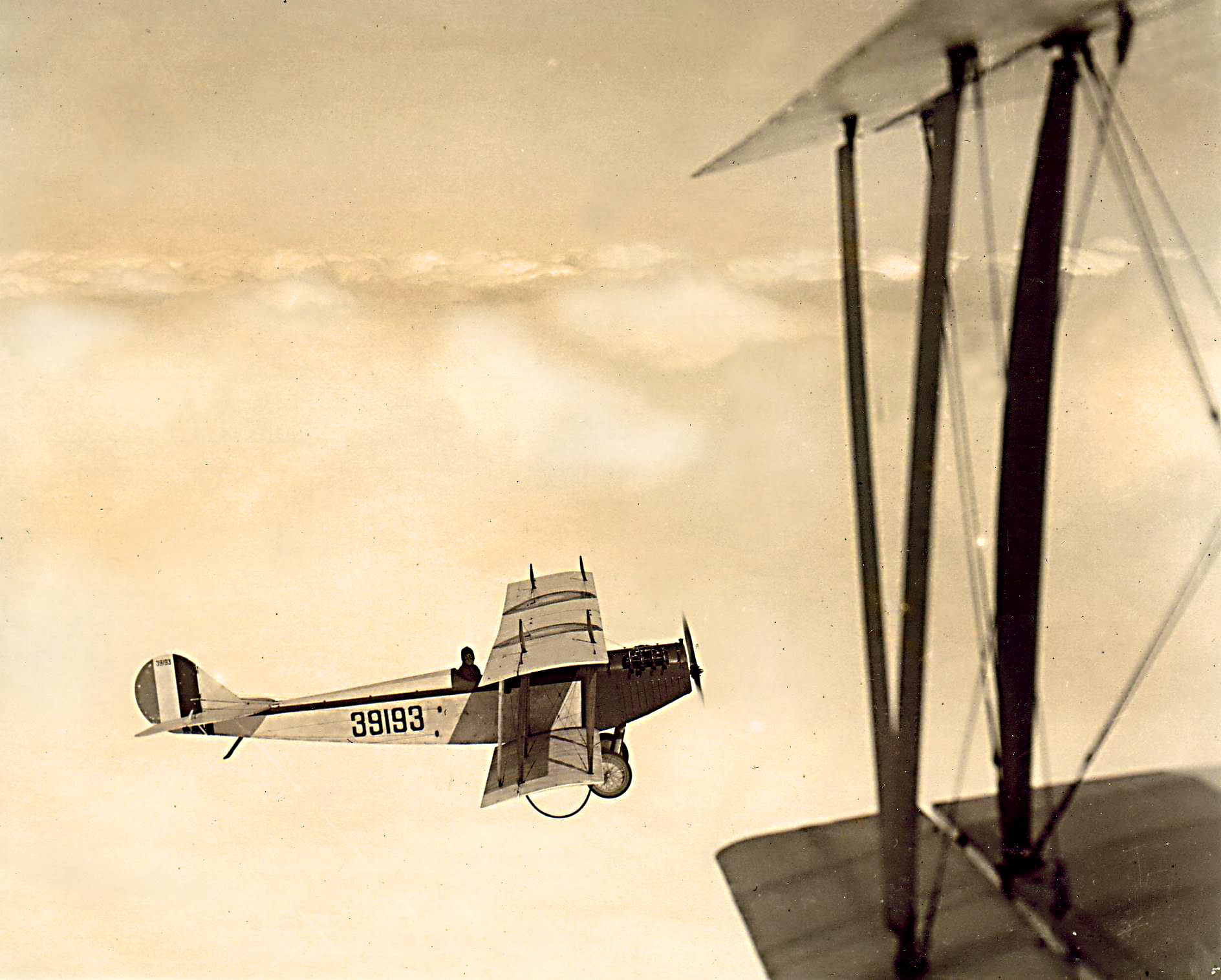
僚機與長機結伴飛行。

僚機是飛行編隊中跟隨長機（隊長機）予以支援的飛機，通常用於戰鬥機之上。
僚機的概念由飛機用於戰鬥之初就已經產生。1915年8月9日，奧斯華·波爾克應用了僚機的概念擊落了一架正在糾纏馬克斯·英麥曼的法國飛機。